# Херсонська обласна бібліотека для дітей імені Дніпрової Чайки
Херсонська обласна бібліотека для дітей імені Дніпрової Чайки — культурно-інформаційний заклад для дітей, підлітків, батьків та керівників дитячого читання, комунальний заклад Херсонської обласної ради. Бібліотека виконує функції науково-методичного та координаційного центру для бібліотек області, що обслуговують дітей та підлітків. Бібліотечний фонд налічує понад 100 000 примірників науково-пізнавальної, довідково-енциклопедичної, художньої літератури, періодичних видань, незалежно від носіїв (друковані, аудіовізуальні матеріали, DVD, CD-ROMи, електронні ресурси). З 2002 року бібліотека надає своїм користувачам послугу доступу до Інтернету (безплатно); з грудня 2010 — також із застосуванням Wi-Fi.

## Історія
1 лютого 1924 року у місті Херсоні була відкрита дитяча Центрочитальня. Книг у першій дитячій бібліотеці було всього 3300, а користувались ними 760 хлопчаків та дівчаток. Першою завідувачкою бібліотеки стала Ревекка Сухотіна, яка зробила значний внесок у її розвиток. На початку 30-х років бібліотечний фонд збільшився до 10 000 примірників, і тому було виділене спеціальне приміщення по вул. Карла Маркса, в якому бібліотека працювала понад 40 років.
У 30-40 роках читачами бібліотеки стали люди, імена яких сьогодні добре відомі на Херсонщині: майбутні поети Євген Фомін, Арон Копштейн, льотчик-винищувач Герой Радянського Союзу П.Якубовський, капітан першого рангу В.Савченко, майстер спорту міжнародного класу, чемпіонка Олімпійських ігор зі спортивної гімнастики Лариса Латиніна.
Напередодні війни уже 5 тисяч хлопчиків та дівчаток користувалися послугами бібліотеки, і в їх розпорядженні було книжкове зібрання в 60 тисяч примірників кращої дитячої літератури. Майже все це було втрачене у часи другої світової війни, але зусиллями бібліотекарів-ентузіастів та з допомогою мешканців міста бібліотека відродилася.
1 квітня 1946 року вона була реорганізована в Обласну бібліотеку для дітей та юнацтва. ЇЇ послугами користувалися у цей час майже 7 тисяч читачів.
Свій теперішній статус Обласної бібліотеки для дітей книгозбірня отримала у 1963 році.
1980 року бібліотека отримує нову триповерхову будівлю по вулиці Червоностудентській, 21. Відкрито відділ естетичного виховання із спеціальним залом для прослуховування музики, перегляду відеофільмів, власним ляльковим театром.
У 2009 році було проведено реконструкцію фасаду бібліотеки.
13 листопада 2013 року бібліотеці присвоєне ім'я української дитячої письменниці Дніпрової Чайки.

## Структура та послуги

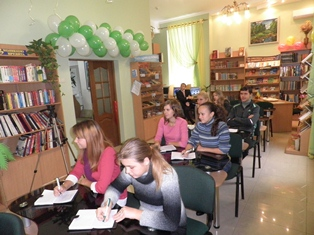
У читальній залі бібліотеки.

Херсонська обласна бібліотека для дітей має у своїй структурі 13 відділів, 9 з яких обслуговують близько 20 тис. читачів щорічно. Бібліотека працює в автоматизованій бібліотечній системі МАРК-SQL (MARC21), з 1993 року створено електронний каталог, що містить відомості про всі поточні надходження до фонду бібліотеки, аналітичні бібліографічні бази, та ретроспективні бази, що відображають найпопулярнішу літературу минулих десятиліть. З 2006 року усі нові надходження до бібліотеки обробляються з використанням штрих-кодових технологій, що дозволило з 2007 року впровадити автоматизацію вже й в обслуговуванні користувачів.
У 2002 році в інтернеті з'явилася вебсторінка бібліотеки library.kherson.ua. Бібліотека є учасником Об'єднаної віртуальної бібліографічної довідки, створеної Національною бібліотекою України для дітей, інших корпоративних проєктів дитячих бібліотек України.

## Відділи

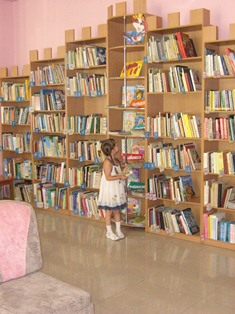
Відділ обслуговування молодших читачів.

Відділ обслуговування читачів-учнів 5-9 класів (читальна зала) — діловий центр бібліотеки з фондом у 5 000 видань, працює за програмами: "Літературний салон «У книжкових декораціях», правовий лекторій «Орієнтир», пропонує своїм читачам віртуальне спілкування «@ськині друзі», пресклуб юних журналістів «Струм», літературну студію для письменників-початківців «Контур», бізнес-школу «Мільйон — це просто!».
Відділ обслуговування читачів дошкільного віку та учнів 1-4 класів — центр родинного дозвілля з 12-тисячним фондом.
Сектор літератури іноземними мовами — книги, періодика, аудіо книжки, медіа на 46 мовах світу, спеціальні програми вивчення англійської мови, наприклад, «Rosetta Stone», клуб спілкування англійською мовою «English club», перегляд фільмів різними мовами «Cinema Collection», інформаційний центр «Window on America for the future leaders», польський клуб «Przyjaźń», Ресурсний центр країнознавства, скайп-конференції з читачами бібліотек світу. Сектор працює у тісній співпраці з Корпусом Миру США в Україні та Посольством США в Україні. Одним з напрямків діяльності є просування ідеї толерантності серед національних меншин, що компактно проживають на території Херсонщини (програма «Паралелі духовних культур»).
Сектор періодичних видань має у своєму арсеналі 180 назв газет та журналів, клуб раннього розвитку дошкільників «Пізнайко».
Відділ мистецтв пропонує своїм відвідувачам 6 000 книг, журналів, медіа, присвячених мистецтву і митцям. У відділі діють театральна студія «Чеширський кіт», артсалон «Естет», кіно школа «5 кадрів».
Медіацентр відкрито у червні 2005 року за грантової підтримки Корпусу миру в Україні. Окрім фільмів, мультфільмів та музичних дисків, надає у користування унікальні краєзнавчі медіаресурси. Читачі можуть записатись до «Медіа-школи» або побувати на заходах із циклу «Книга+кіно». Тут є все необхідне звукове та відео обладнання для індивідуального прослуховування чи перегляду, мультимедійний проєктор та великий екран.
Відділ інтернет-послуг створено у 2001 році завдяки програмі «LEAP in Ukraine» за сприяння Посольства США в Україні. Надає користувачам бібліотеки безкоштовний доступ до Інтернет, проводить навчальні тренінги з освоєння веб простору, втілює програми інформаційної вправності та творчого розвитку для учнів 2-3 класів у партнерстві зі школами міста «Кібершколярики».
Сектор абонемента для читачів середнього та старшого читального віку — один з найпопулярніших відділів бібліотеки з 10-тисячним фондом. З 1995 р. у секторі реалізується програма стимулювання та підтримки читання «Канікули з книгою», яка набула нового звучання у 2003 році із введенням бібліотечної інтелектуальної валюти (БІВів). Сектору допомагає волонтерська бригада «Обережно, дівчата!», які на власному прикладі (читаючи малюкам) демонструють, що читання — це задоволення.

## Основні проєкти
- 2006 — «Права дітей» — створення порталу правової просвіти та захисту прав дітей за фінансової підтримки Міжнародного фонду «Відродження» (2006—2007 рр.) та у співпраці з управлінням юстиції, службою у справах дітей облдержадміністрації.
- 2008—2013 рр. — Обласна бібліотечна акція «Читай — і стань успішним!» — розгортання волонтерського читацького руху на Херсонщині та стимулювання дитячого читання, сприяння поповненню фондів бібліотек новою сучасною дитячою книгою.
- 2009 — Обласний відкритий урок читання — масштабна акція на підтримку дитячого читання, із залученням успішних людей, проводиться 30 вересня, у Всеукраїнський день бібліотек.
- 2010 — Проєкт «Генерація Google» та навчально-інноваційний центр «Бібліотека on-line» — інноваційні тренінгові програми для бібліотечних працівників, що обслуговують дітей, з оволодіння комп'ютерними та інформаційними технологіями — за підтримки програми «Бібліоміст».